# 李占通
李占通（1964年4月—），汉族，河南巩义人，1992年12月开始担任天津市大通投资集团董事长。中华人民共和国政治人物，第十一届、第十二届全国政协委员。

## 生平
1986年加入中国共产党，1987年毕业于南开大学政治学系。2008年，当选第十一届全国政协委员，代表经济界，分入第三十七组。2017年6月任天津市工商联副主席。
2019年10月，胡润百富榜显示他有40亿元身家财富。